# Kanton Ourville-en-Caux
Kanton Ourville-en-Caux is een voormalig kanton van het Franse departement Seine-Maritime. Het kanton maakte deel uit van het arrondissement Le Havre. Het werd opgeheven bij decreet van 27 februari 2014 met uitwerking in maart 2015.

## Gemeenten
Het kanton Ourville-en-Caux omvatte de volgende gemeenten:
- Ancourteville-sur-Héricourt
- Anvéville
- Beuzeville-la-Guérard
- Carville-Pot-de-Fer
- Cleuville
- Le Hanouard
- Hautot-l'Auvray
- Héricourt-en-Caux
- Oherville
- Ourville-en-Caux (hoofdplaats)
- Robertot
- Routes
- Saint-Vaast-Dieppedalle
- Sommesnil
- Thiouville
- Veauville-lès-Quelles